# Ambloplisus mendicus
Ambloplisus mendicus är en stekelart som först beskrevs av Cresson 1874.  Ambloplisus mendicus ingår i släktet Ambloplisus och familjen brokparasitsteklar. Inga underarter finns listade i Catalogue of Life.